# Вранішній Гаспар
Вранішній Гаспар (яп. あさのガスパール) — фантастичний роман японського  письменника Ясутаки Цуцуя, де розгортається історія особи, зануреної у віртуальний світ масової багатокористувацької онлайн-гри.

## Історія
Назва роману відсилає до книги містичних віршів у прозі французького поета Алоїзіуса Бертрана «Нічний Гаспар». Надруковано було в газеті «Асахі Сімбун» з 18 жовтня 1991 року до 31 березня 1992 року. Автор публікував твір як серіал з продовженням (щодня випускав 3 сторінки рукопису) та разом з тим влаштовував обговорення його в Інтернеті, де з самого початку радився щодо характеру й дій свого героя.
Це стало своєрідним ноу-хау серед японських фантастів. Проте сам Цуцуй посилався на практику британських письменників Семюела Річардсона і Чарльза Діккенса щодо включення відгуків читачів до своїх багатотомних романів-епопей. До кінця випуску серії газета отримала понад 1 тис. листів та майже 24 тис. повідомлень в Інтернеті.
1993 року видавництво «Сінчоша» видало повний друкований текст роману окремим накладом.

## Зміст
Роман починається зі сцени, де ескадрилья важко озброєних літаків на чолі з Фукає долають невідому пустельну планету, побоюються нападів інопланетян. Усі вояки схожі один на одного. Згодом вони виявляються персонажами комп'ютерної онлайн-гри під назвою «Фантомна ескадрилья» (Maboroshi no Yutai), яку грає головний герой — керуючий директор компанії «Kongo Shoji» на ім'я Кінохара Сейдзо. Він мешкає в Токіо у найближчому майбутньому. Усі чоловіка з кола Сейдзо є завзятими гравцями «Фантомної ескадрильї», а обговорення цієї гри є невід'ємним елементом їх спілкування.
В той же час дружина Сейдзо — Сатоко — має хобі (відвідування модних «домашніх вечірок») та бере участь у власній комп'ютерній онлайн-грі — денній торгівлі акціями за допомогою мережевого «портфельного фінансового сервісу». Паралельний розвиток світів Фукає та Сейдзо-Сатоко періодично переривається вторгненням «автора», вигаданого як «Кунугідзава», та літературного редактора газети, вигаданого як «Орігучі», які представляють та обговорюють реакції та пропозиції читачів, що надходять щодня. У своїх посланнях Кунугідзава та Орігучі пропонують різні коментарі до оповідання, зокрема розгорнуте пояснення численних шарів вигаданості тексту разом із посиланнями на літературознавців Жерара Женетта та Вейна Клейсона Бута.
В подальшому події в романі чергуються між випадковими епізодами «Фантомної ескадрилья» і розгортанням сімейної кризи між Сейдзо і його дружиною Сатоко. Остання після спаду на ринку намагається покрити свої збитки, але занурює родину у дедалі глибші борги, про шо невідомо Сейдз, який надто захоплений грою у «Фантомну ескадрилью». Після численних сюжетів та відступів історія обертається до своєї кульмінації, коли Сейдзо і Сатоко за борги переслідує банда якудза, що контролюють онлайн-гру з торгівлі акціями. Але врешті-решт героїв рятує Фукає на чолі своєї ескадрильї, який завдяки поєднанню тантричного буддизму, високотехнологічного озброєння та фізичних частинок проривається крізь віртуальні шари у світ Сейдзо та Сатоко.

### Участь читачів
З самого початку Цуцуй-«Кунугідзава» протиставляє листи та повідомлення в Інтернеті один проти одного як два засоби масової інформації, що несуть зворотний зв'язок щодо роману. Ця дихотомія особливо проблематична у протистоянні різних бажань та намірів різних статей — проводить різкий контраст між читачами-жінками, які хочуть бачити більший розвиток сюжету Сейдзо-Сатоко у стилі так званого побутового роману, і чоловіків, що хочуть бачити більший розвиток елементів наукової фантастики, пов'язаних з «Фантомною ескадрильєю».
При цьому в якійсь момент виникає думка наскільки читачі спливають на сюжет, а дії автора відповідають заявленому наміру. При цьому це відбивається в самому романі — редактор «Орігучі» передає підозри деяких читачів, що «Кунугідзава» сфабрикував листи. Хоча подальше вивчення виявляє більш тонкий ступінь інтерактивної «гри» у Гаспарді, питання про фактичний внесок читачів у текст є фундаментальним, говорячи про проблему авторської влади, яка повторюється у всьому тексті. Її Цуцуй демонструє у відповідь на скарги читачів, що в романі забагато другорядних персонажів. Тоді автор відправляє їх у перший політ шатлом в
найшвидким надатмосферним трансфером між Токіо і Вашингтоном, де той вибухає, знищивши усіх, ким були незадоволені читачі.

## Вплив
Прихильники роману створили Інтернет-салон «Denno Tsutsui sen» («Комп'ютерний фронт Цуцуй»). Його учасники влаштовували онлайн-вечірки під час різдвяно-новорічних свят (паралельно із детальною інформацією про вечірки, на яких брала участь героїня роману Сатоко). Так само було проведено вечірку, присвячену 100-й частині роману. Крім того, було проведено віртуальні похорони після смерті кількох його персонажів.
Цуцуй Ясутака в подальшому вказував, що його твір є «роман, що критикує романи, або, точніше, інтерактивна фантастика, яка критикує інтерактивну фантастику».

## Нагороди
- Гран-прі японської наукової фантастики, 1992 рік